# Enis Gavazaj
Enis Gavazaj (* 21. März 1995 in Prizren, BR Jugoslawien) ist ein albanischer Fußballspieler.

## Karriere

### Verein
Gavazaj spielte bis 2013 im Kosovo beim FC Prishtina. Im Sommer 2013 wechselte er zum belgischen Erstligisten KAA Gent. Im Dezember 2013 stand er gegen den RSC Anderlecht erstmals im Kader der Profis.
Sein Debüt in der Pro League gab er im Januar 2014, als er am 23. Spieltag der Saison 2013/14 gegen den KRC Genk in der Nachspielzeit für Yaya Soumahoro eingewechselt wurde. Bis Saisonende folgten noch sechs weitere Einsätze, meist als Einwechselspieler.
In der Saison 2014/15, in der die KAA Gent Meister wurde, kam Gavazaj nicht zum Einsatz. Daraufhin wurde er zur Saison 2015/16 an den Zweitligisten KSV Roeselare verliehen. Für Roeselare kam er in jener Saison zu fünf Einsätzen in der zweithöchsten belgischen Spielklasse. Meist wurde er jedoch nur für wenige Minuten eingewechselt.
Zur Saison 2016/17 wechselte er nach Albanien zum Serienmeister KF Skënderbeu Korça. Nachdem er kurz zuvor im mit 1:3 gegen FK Kukësi verlorenen Spiel um den Supercup in der Startelf gestanden hatte, debütierte er im September 2016 in der Kategoria Superiore, als er am ersten Spieltag jener Saison gegen den KS Flamurtari Vlora in der 75. Minute für Liridon Latifi ins Spiel gebracht wurde. Zu Saisonende hatte er 24 Einsätze in der Liga zu Buche stehen, in denen er ohne Treffer blieb. 14-mal stand er in der Startelf. Nach sechs Meisterschaften in Folge mussten er und seine Mannschaft sich mit dem dritten Platz in der Liga begnügen. Damit war Skënderbeu Korça aber dennoch für einen internationalen Wettbewerb qualifiziert, nachdem man im Vorjahr als Meister von der Teilnahme an der Champions-League-Qualifikation aufgrund von Spielmanipulationen ausgeschlossen worden war.
Somit kam Gavazaj am 29. Juni 2017 gegen den andorranischen Vizemeister UE Sant Julià im Hinspiel der 1. Qualifikationsrunde zur Europa League zu seinem ersten Europapokaleinsatz. Er stand in der Startelf und wurde in der 62. Minute ausgewechselt, seine Mannschaft gewann mit 1:0 und das Rückspiel in Andorra mit 5:0. Es folgten Siege gegen den kasachischen Vizemeister FK Qairat Almaty und den tschechischen Vertreter FK Mladá Boleslav, ehe man sich durch zwei Unentschieden gegen den vielfachen kroatischen Meister Dinamo Zagreb mit Hilfe der Auswärtstorregel für die Gruppenphase der Europa League qualifizierte. Gavazaj trug mit regelmäßigen Einsätzen, teils in der Startelf, teils als Einwechselspieler, zu diesem Erfolg bei. In der Gruppenphase erwiesen sich die Gegner Dynamo Kiew, Partizan Belgrad und die Young Boys aus Bern dann jedoch als zu stark. Gavazaj kam bei fünf der sechs Gruppenspiele zum Einsatz. In der nationalen Liga kam er in jener Saison auf 29 Einsätze, in denen er drei Treffer erzielte und wurde mit Skënderbeu sowohl Meister als auch Pokalsieger.
Im Juli 2018 wechselte er nach Russland zum Erstliga-Aufsteiger FK Jenissei Krasnojarsk.

### Nationalmannschaft
Gavazaj spielte 2012 erstmals für Albaniens U-19-Auswahl. Im August 2013 debütierte er für die U-21-Auswahl, als er im EM-Qualifikationsspiel gegen Österreich in der 65. Minute für Herolind Shala eingewechselt wurde. Seinen ersten Treffer für Albaniens U-21-Mannschaft erzielte er im März 2014 bei einem 3:1-Sieg gegen Österreich.
Im März 2018 stand er gegen Norwegen erstmals im Kader der A-Nationalmannschaft.

## Erfolge
KAA Gent
- Belgischer Meister: 2014/15

KF Skënderbeu Korça
- Albanischer Meister: 2017/18
- Albanischer Pokalsieger: 2017/18